# Hans Herrmann
Hans Herrmann (n. 23 februarie 1928, Stuttgart, Republica de la Weimar) este un fost pilot de Formula 1. De-a lungul carierei a luat startul în 17 curse, niciuna din pole-position. Nu a câștigat nicio cursă și a terminat o singură dată pe podium, acumulând 10 puncte în întreaga activitate ca pilot de Formula 1.